# J. Ralph
J. Ralph, pseudonimo di Josh Ralph (New York, 1975), è un compositore, cantautore e produttore discografico statunitense.

## Carriera
Fondatore della casa di produzione The Rumor Mill, è autore e produttore di numerosi artisti e delle colonne sonore di diversi film vincitori di Premi Oscar.
Si è affermato autore di colonne sonore, componendo le musiche di importanti film e documentari: The Cove (2010), Man on Wire (2009), Hell and Back Again (2012), Chasing Ice (2013). Con il brano Before My Time, inserito in quest'ultimo film ed interpretato insieme a Scarlett Johansson, ha ottenuto la nomination ai Premi Oscar 2013 nella categoria miglior canzone.
Ha registrato due CD: The Illusionary Movements of Geraldine and Nazu (2005) e Music to Mauzner By (1999) sotto lo pseudonimo Spy.
Ha inoltre collaborato con Willie Nelson, Antony Hegarty, Devendra Banhart, Joshua Bell, Ben Harper, Vincent Gallo, Stephen Stills, Carly Simon, Philippe Petit e altri.